# (2672) Písek
(2672) Písek (1979 KC; 1937 NP; 1953 EJ1; 1953 ET1; 1978 EF1) ist ein ungefähr 23 Kilometer großer Asteroid des mittleren Hauptgürtels, der am 31. Mai 1979 vom slowakischen (damals: Tschechoslowakei) Astronomen Jaroslav Květoň am Kleť-Observatorium auf dem Kleť in der Nähe von Český Krumlov in der Tschechischen Republik (IAU-Code 046) entdeckt wurde. Er gehört zur Eonomia-Familie, einer Gruppe von Asteroiden, die nach (15) Eunomia benannt ist.

## Benennung
(2672) Písek wurde nach der Stadt Písek im Okres Písek im Jihočeský kraj in der Tschechischen Republik benannt.